# Olle Althin
Nils Olle Kristian Althin född 16 januari 1929 i Malmö Sankt Johannes församling, är en tidigare aktiv svensk handbollsspelare.

## Karriär
Olle Althin spelade sin elitkarriär i skånska klubbar. Spelade 1954 till 1959 för IFK Malmö i allsvenskan och bytte 1959 till Lugi där han spelade i tre säsonger, 51 matcher och gjorde 43 mål för Lugi. Mitt i klubbytet tog hans sin främsta merit då han var med i det svenska lag som 1959 tog brons i ute-VM 1959. Förutom handboll spelade Althin fotboll och spelade en allsvensk match 1956-1957. Han slutade spela i Lugi då föreningen 1962 lämnade allsvenskan. Landslagsdebut gjorde han 1955 och sista landskampen spelades 1960.

## Klubbar
- IFK Malmö (1954-1959)
- Lugi HF (1959-1962)

## Meriter
- 1959 VM-brons utomhus med Sveriges herrlandslag i handboll
- 1960 SM-guld utomhus med Lugi HF

Landskamper: 9 landskamper varav 6 utomhus och tre mål alla utomhus

### Fotnoter
1. ↑  Sveriges befolkning 1990 Riksarkivet
2. ↑  ”Samtliga spelare i Lugi 1941-2017”. Lugi handboll. Arkiverad från originalet den 21 oktober 2020. https://web.archive.org/web/20201021045616/http://www.lugihandboll.se/media/151713/Samtliga-spelare-LUGI-1941-till-2017-18.pdf. Läst 17 oktober 2019.
3. ↑  ”Samtliga internationals”. Svensk handboll. Arkiverad från originalet den 21 april 2013. https://web.archive.org/web/20130421230656/http://www.svenskhandboll.se/ImageVaultFiles/id_2957/cf_31/Landslaget_Herrar_Samtliga_Internationals.PDF. Läst 17 oktober 2019.